# 李崴
李崴（1953年—），汉族，中华人民共和国政治人物、第十一届全国政协委员，中国国民党革命委员会党员，曾担任十一届全国政协常务委员、民革中央委员、广东省委副主委。2008年，当选第十一届全国政协常务委员，代表中国国民党革命委员会，分入第三组。
2014年全国政协会议期间，李崴曾提议大约用30年开发南阳盆地，将中华人民共和国首都由北京市迁入南阳盆地，在南阳盆地、汉水流域建立汉京都市圈。

## 家庭
母亲李筱菊，外公李济深。